# 裸體異鰾鰍鮀
裸体异鰾鰍鮀（学名：Xenophysogobio nudicorpa）为輻鰭魚綱鯉形目鲤科異鰾鰍鮀屬的鱼类。在中国，分布于岷江中游、雅砻江下游和长江干流以及金沙江下段等，常栖息于河流的底层，體長可達6.5公分。该物种的模式产地在乐山。